# Sericopelma fallax
Sericopelma fallax é uma espécie de aranha pertencente à família Theraphosidae (tarântulas).